# Unhel
Unhel is een nagar panchayat (plaats) in het district Ujjain van de Indiase staat Madhya Pradesh. 

## Demografie
Volgens de Indiase volkstelling van 2001 wonen er 13.955 mensen in Unhel, waarvan 51% mannelijk en 49% vrouwelijk is. De plaats heeft een alfabetiseringsgraad van 56%. 